# 2024年3月巴基斯坦香拉县爆炸袭击事件
巴基斯坦香拉县爆炸袭击事件（或稱達蘇恐襲）发生在2024年3月26日巴基斯坦开伯尔-普什图省香拉县，为自杀式汽车炸弹袭击。一名自杀式炸弹袭击者驾驶着一辆装满爆炸物的汽车，撞向一辆运送参与达苏水电站中国工程师的汽车并导致炸弹爆炸，共造成6人死亡，包括5名中国公民以及1名巴基斯坦司机。
2024年3月26日和27日，巴基斯坦总理夏巴兹和巴基斯坦总统扎尔达里到中国驻巴使馆，吊唁在事件中遇难的中国公民。中国驻巴基斯坦大使姜再冬前往拉瓦尔品第相关医院，迎接遇难者遗体。安理会對此次襲擊予以强烈谴责。
3月31日，遇难的中方人员遗体告别仪式在拉瓦尔品第市的努尔汗空军基地举行。隨後中方遇難人員遺體返回中國。4月1日，巴基斯坦反恐警察逮捕了至少12名与爆炸袭击事件有关的嫌疑人。
2024年5月7日，巴基斯坦方面表示，针对中国工程师的致命自杀式汽车炸弹事件都是从阿富汗境内的“恐怖分子庇护所”策划的。不過阿富汗塔利班對此予以否認。阿富汗国防部发言人还指控来自巴基斯坦的IS-K恐怖分子在阿富汗境内策划恐怖袭击。